# Henryk Malewski
Henryk Malewski (ur. 24 lipca 1953 w Wilnie) – litewski prawnik narodowości polskiej.

## Życiorys
Absolwent wileńskiej Szkoły Średniej nr 11 (obecnie Gimnazjum im. Adama Mickiewicza w Wilnie). W 1976 r. ukończył studia prawnicze na Uniwersytecie Wileńskim. W 1997 ukończył studia doktoranckie na Litewskiej Akademii Prawa. 
Rozpoczął pracę w Laboratorium Kryminalistycznym MSW Litwy jako ekspert kryminalistyki. W 1983 był wykładowcą Wileńskiej Filii Mińskiej Wyższej Szkoły MSW ZSRR, potem w 1990 został starszym wykładowcą Litewskiej Akademii Policji. Od 1997 do 2008 zajmował stanowisko kierownika Katedry Kryminalistyki na Wydziale Prawa Uniwersytetu im. Michała Romera. Przez wiele lat był członkiem Senatu tej uczelni. W 2001 nadany mu został tytuł profesora przez Senat Litewskiego Uniwersytetu Prawa.
Jest członkiem honorowym Polskiego Towarzystwa Kryminalistycznego. Wchodzi także w skład Stowarzyszenia Naukowców Polaków Litwy, którego jest prezesem od maja 2014. Należy ponadto do Polskiego Towarzystwa Naukowego na Obczyźnie i Międzynarodowego Kongresu Kryminalistyków. Był jednym z założycieli i pierwszym prezesem Litewskiego Towarzystwa Kryminalistycznego, w latach 2001-2011. Następnie zasiadał w zarządzie towarzystwa. 
W roku akademickim 2008/2009 został zatrudniony na stanowisku profesora w Wyższej Szkole Policji w Szczytnie. W latach 2008–2013 pracował jako profesor w Katedrze Administracji Publicznej Wydziału Nauk Społecznych Uniwersytetu Szawelskiego. W latach 2012-2014 był zatrudniony na stanowisku profesora na Wydziale Prawa i Administracji Wyższej Szkoły Pedagogiki i Administracji im. Mieszka I w Poznaniu. W latach 2014/2015 i 2015/2016 profesor wizytujący w Instytucie Bezpieczeństwa Narodowego Akademii Pomorskiej w Słupsku. Obecnie profesor Instytutu Prawa Karnego i Procesowego na Wydziale Prawa Uniwersytetu im. Michała Romera.
Jest autorem ok. 100 artykułów naukowych w Polsce, na Litwie i w Białorusi. Wypromował 6 doktorów i około 100 magistrów. Jest członkiem kolegiów wielu czasopism naukowych w Polsce, Rosji, we Włoszech i na Ukrainie. Od 1999 jest jednym z organizatorów międzynarodowej konferencji naukowej „Kryminalistyka i ekspertyza sądowa: nauka, studia, praktyka”. Zajmował się problematyką mniejszości narodowych.
Żonaty z Honoratą (fizykiem), syn – Zbigniew (prawnik), córka – Alicja (dr nauk społecznych).

## Publikacje
- Oględziny miejsca zdarzenia („Įvykio vietos apžiūra“, Vilnius 1998);
- Zarys techniki kryminalistycznej („Kriminalistikos technikos pagrindai”, Vilnius 1999), współautor podręcznika;
- "Zarys koncepcji rozwoju kryminalistyki na Litwie", w: Problemy Współczesnej Kryminalistyki, t.3, Warszawa 2000;
- "Oględziny w praktyce policji litewskiej", w: Nowoczesność oględzin procesowo-kryminalistycznych, Szczytno, 1999;
- "Self-falsifications of the variants of the signature", w: Dokument various specification, Wrocław 2000;
- Monografia zbiorowa Rodzinna Europa. Europejska myśl polityczno-prawna u progu XXI wieku, pod red. Pawła Fiktusa, Henryka Malewskiego, Macieja Marszała, Wrocław 2015;
- Praktyczny międzynarodowy słownik policyjno-prawniczy. Polski-białoruski-litewski-rosyjski-ukraiński, pod red. Grzegorza Ojcewicza, Wyższa Szkoła Policji w Szczytnie, 2006 (współautor);